# Palpares gratiosus
Palpares gratiosus är en insektsart som beskrevs av Navás 1929. Palpares gratiosus ingår i släktet Palpares och familjen myrlejonsländor. Inga underarter finns listade i Catalogue of Life.